# Monori járás
A Monori járás Pest vármegyéhez tartozó járás Magyarországon, amely 2013-ban jött létre. Székhelye Monor. Területe 329,81 km², népessége 64 227 fő, népsűrűsége pedig 195 fő/km² volt 2013. elején. 2013. július 15-én három város (Monor, Gyömrő és Pilis) és nyolc község tartozott hozzá. A 2014-es önkormányzati választások során Pánd községet is a járáshoz csatolták.
Monor 1886-tól, az állandó járási székhelyek kijelölésétől kezdve egészen a járások 1983-as megszüntetéséig mindvégig járási székhely volt. A járás neve 1898-ig Pesti felső járás volt, az 1950-es megyerendezésig Pest-Pilis-Solt-Kiskun vármegyéhez, azután pedig Pest megyéhez tartozott, végül 1983. december 31-ével megszűnt az összes magyarországi járással együtt.

## Települései
| Település   | Rang (2013. július 15.) | Közös hivatal | Kistérség (2013. január 1.) | Népesség (2013. január 1.) | Terület (km²) |
| ----------- | ----------------------- | ------------- | --------------------------- | -------------------------- | ------------- |
| Monor       | járásszékhely város     |               | Monori                      | 17 677                     | 46,79         |
| Gyömrő      | város                   |               | Monori                      | 16 466                     | 26,51         |
| Pilis       | város                   |               | Monori                      | 11 498                     | 47,35         |
| Bénye       | község                  | Vasad         | Monori                      | 1 193                      | 16,52         |
| Csévharaszt | község                  | Péteri        | Monori                      | 1 895                      | 49,24         |
| Gomba       | község                  |               | Monori                      | 2 951                      | 39,71         |
| Káva        | község                  | Vasad         | Monori                      | 664                        | 11,31         |
| Monorierdő  | község                  |               | Monori                      | 4 116                      | 15,07         |
| Nyáregyháza | község                  |               | Monori                      | 3 693                      | 32,01         |
| Pánd        | község                  |               | Nagykátai                   | 2 006                      | 22,21         |
| Péteri      | község                  | Péteri        | Monori                      | 2 185                      | 11,89         |
| Vasad       | község                  | Vasad         | Monori                      | 1 889                      | 33,41         |

## Története
A Monori járás elődje a 19. század közepén az addigi Pesti járás feldarabolásával létrejött Pesti felső járás volt. Ennek 1886-tól, amikor törvény alapján a vármegyéknek állandó járási székhelyeket kellett kijelölniük, Monor volt a székhelye. Ebben az időben a járás Cegléd határától egészen Pest, majd Budapest határáig terjedt délkelet‑északnyugati irányban hosszan elnyúlva.
A 20. század elejére a Budapest körüli települések egyre erőteljesebb növekedése miatt a járás népessége mintegy százezer főre nőtt, ezért három új járást szerveztek Pest-Pilis-Solt-Kiskun vármegyében, és ezek közül kettőhöz csatoltak községeket a Monori járástól. 1911-ben létrehozták a Kispesti járást, melyhez átcsatolták Kispestet és az ennek területéből két évvel korábban alakult Pestszentlőrincet, majd 1913-ban megalakult a Gyömrői járás, melyet kizárólag a Monori járástól elcsatolt nyolc községből hoztak létre. Ezután 1950-ig területe nem változott.
Az 1950-es megyerendezés során a Monori járás Pest megyéhez került. Az 1950-es járásrendezés során megszüntették a Gyömrői járást, valamennyi községét ismét a Monori járásba osztották be, viszont a korábbi Abonyi járás székhelyét Ceglédre helyezték és az így létrejött Ceglédi járáshoz csatolták tőle Albertirsa, Ceglédbercel és Dánszentmiklós községeket. Ezt követően a járás területe megszűnéséig, 1983 végéig nem változott.
1984. január 1-jével új közigazgatási beosztás jött létre Magyarországon. A járások megszűntek és a megyék város- és nagyközségkörnyékekre oszlottak. Monor városi jogú nagyközség lett, és a megszűnt Monori járás helyét a Monori nagyközségkörnyék vette át.

### Községei 1898 és 1983 között
Az alábbi táblázat felsorolja a Monori járáshoz tartozott községeket, bemutatva, hogy mikor tartoztak ide, és hogy hova tartoztak megelőzően, illetve később.
| Község          | Mikortól | Honnan                                                | Meddig | Hova                                      |
| --------------- | -------- | ----------------------------------------------------- | ------ | ----------------------------------------- |
| Alberti         | 1898     | Pesti felső járásból                                  | 1950   | Ceglédi járáshoz                          |
| Bénye           | 1898     | Pesti felső járásból                                  | 1983   | Monori nagyközségkörnyékhez               |
| Ceglédbercel    | 1898     | Pesti felső járásból                                  | 1950   | Ceglédi járáshoz                          |
| Csévharaszt     | 1950     | Nyáregyháza határából                                 | 1983   | Monori nagyközségkörnyékhez               |
| Dánszentmiklós  | 1921     | Alberti határából                                     | 1950   | Ceglédi járáshoz                          |
| Ecser           | 1898     | Pesti felső járásból                                  | 1913   | Gyömrői járáshoz                          |
| Ecser           | 1950     | Gyömrői járásból                                      | 1983   | Monori nagyközségkörnyékhez               |
| Gomba           | 1898     | Pesti felső járásból                                  | 1983   | Monori nagyközségkörnyékhez               |
| Gyömrő          | 1898     | Pesti felső járásból                                  | 1913   | Gyömrői járáshoz                          |
| Gyömrő          | 1950     | Gyömrői járásból                                      | 1983   | Monori nagyközségkörnyékhez               |
| Irsa            | 1898     | Pesti felső járásból                                  | 1950   | Ceglédi járáshoz                          |
| Káva            | 1898     | Pesti felső járásból                                  | 1983   | Monori nagyközségkörnyékhez               |
| Kispest         | 1898     | Pesti felső járásból                                  | 1911   | Kispesti járáshoz                         |
| Maglód          | 1898     | Pesti felső járásból                                  | 1913   | Gyömrői járáshoz                          |
| Maglód          | 1950     | Gyömrői járásból                                      | 1983   | Monori nagyközségkörnyékhez               |
| Mende           | 1898     | Pesti felső járásból                                  | 1913   | Gyömrői járáshoz                          |
| Mende           | 1950     | Gyömrői járásból                                      | 1983   | Monori nagyközségkörnyékhez               |
| Monor           | 1898     | Pesti felső járásból                                  | 1983   | városi jogú nagyközséggé alakult          |
| Nyáregyháza     | 1898     | Pesti felső járásból                                  | 1983   | Monori nagyközségkörnyékhez               |
| Pestszentlőrinc | 1909     | Kispest határából                                     | 1911   | Kispesti járáshoz                         |
| Péteri          | 1898     | Pesti felső járásból                                  | 1913   | Gyömrői járáshoz                          |
| Péteri          | 1950     | Gyömrői járásból                                      | 1983   | Monori nagyközségkörnyékhez               |
| Pilis           | 1898     | Pesti felső járásból                                  | 1983   | Monori nagyközségkörnyékhez               |
| Sülysáp         | 1950     | Gyömrői járásból, Tápiósáp és Tápiósüly egyesüléséből | 1954   | ismét különváltak                         |
| Sülysáp         | 1970     | Tápiósáp és Tápiósüly ismét egyesült                  | 1983   | Monori nagyközségkörnyékhez               |
| Tápiósáp        | 1898     | Pesti felső járásból                                  | 1913   | Gyömrői járáshoz                          |
| Tápiósáp        | 1954     | Sülysáp kettévált                                     | 1970   | ismét egyesült Tápiósüllyel Sülysáp néven |
| Tápiósüly       | 1898     | Pesti felső járásból                                  | 1913   | Gyömrői járáshoz                          |
| Tápiósüly       | 1954     | Sülysáp kettévált                                     | 1970   | ismét egyesült Tápiósáppal Sülysáp néven  |
| Úri             | 1898     | Pesti felső járásból                                  | 1913   | Gyömrői járáshoz                          |
| Úri             | 1950     | Gyömrői járásból                                      | 1983   | Monori nagyközségkörnyékhez               |
| Üllő            | 1898     | Pesti felső járásból                                  | 1983   | Monori nagyközségkörnyékhez               |
| Vasad           | 1898     | Pesti felső járásból                                  | 1983   | Monori nagyközségkörnyékhez               |
| Vecsés          | 1898     | Pesti felső járásból                                  | 1983   | Monori nagyközségkörnyékhez               |

### Történeti adatai
Az alábbi táblázat a Monori járás területének és népességének változását mutatja be. Az egyes sorok a járás területi változásait mutatják be, az első rovatban megjelölve, mely időszakban érvényes terület adatai találhatók az adott sorban.
A következő rovat a járás területnagyságát mutatja az adott időszakban. A további rovatok az adott időszakban érvényes határok között az oszlopfejlécben jelzett népszámlálás adatai szerint talált népességszámot adják meg ezer főre kerekítve.
Az eltérő színezéssel kijelölt adatok mutatják meg az egyes népszámlálásokkor érvényes közigazgatási beosztásnak megfelelő adatokat.
| Területi beosztás | Terület                       | 1890-ben | 1900-ban | 1910-ben | 1920-ban | 1930-ban | 1941-ben | 1960-ban   | 1970-ben   | 1980-ban   | 2001-ben |
| ----------------- | ----------------------------- | -------- | -------- | -------- | -------- | -------- | -------- | ---------- | ---------- | ---------- | -------- |
| 1898–1911 között  | 727 km² (1900) 778 km² (1910) | 52       | 72       | 111      | 145      | 190      | 209      | nincs adat | nincs adat | nincs adat | 268      |
| 1911–1913 között  | 750 km²                       | 47       | 56       | 72       | 83       | 95       | 102      | 109        | 120        | 128        | 133      |
| 1913–1950 között  | 579 km²                       | 36       | 43       | 54       | 61       | 69       | 74       | 78         | 85         | 90         | 91       |
| 1950–1983 között  | 546 km²                       | 36       | 44       | 58       | 66       | 77       | 84       | 89         | 100        | 109        | 114      |

1. ↑  a növekedés az Alsódabasi járáshoz tartozó Kakucstól Nyáregyházához történt területátcsatolásból adódott
2. ↑  a Budapesthez csatolt települések népességének alakulása nem követhető, mert a kerülethatárok nem esnek egybe ezek egykori határaival